# Fundación CTIC
La Fundación Centro Tecnológico de la Información y la Comunicación (CTIC) es una fundación privada, de carácter cultural, social y benéfico-docente, sin ánimo de lucro, constituida el 5 de diciembre de 2003.

## Datos generales
De acuerdo con sus estatutos, la CTIC  tiene como fines fundacionales:
- la contribución al beneficio general de la sociedad y a la mejora de la competitividad de las empresas mediante la generación de conocimiento tecnológico TIC, realizando actividades de I+D+i y desarrollando su aplicación;
- la promoción y desarrollo de la sociedad de la información en general y de las tecnologías de la información y de la comunicación.

Está inscrita  como centro tecnológico en el Registro de Centros Tecnológicos y Centros de Apoyo  a la Innovación Tecnológica según Resolución del Ministerio de Ciencia e Innovación del 23 de noviembre de 2011 con el número 94 conforme al Real Decreto 2093/2008, de 10 de diciembre, forma parte de la Red de Centros Tecnológicos del Principado de Asturias.
Desde 2003, CTIC alberga la oficina española del Consorcio World Wide Web (W3C), cuya misión principal es promover la adopción de las recomendaciones del W3C entre los desarrolladores, creadores de aplicaciones y la comunidad Web en general. Actualmente, es también la oficina para los países hispanohablantes de Sudamérica.  

## CTIC Centro Tecnológico
El Centro Tecnológico CTIC tiene como objetivo mejorar la competitividad de las empresas a través de la investigación y la innovación tecnológica, así como el diseño e implementación de estrategias, iniciativas o proyectos de Desarrollo Tecnológico. Se centra principalmente en el desarrollo de planes estratégicos, modelos de intervención y estudios de viabilidad de políticas relacionadas con la Sociedad de la Información en sus fases avanzadas. También presta servicios de apoyo tecnológico orientados a la normalización incorporación normalizada de las TIC en las empresas y el fomento de una cultura innovadora entre las PYMEs de sectores tradicionales.

## Innovación aplicada al territorio
Asimismo, la innovación tecnológica que CTIC lleva al medio rural desde su centro de trabajo en Peón - Asturias, CTIC RuralTech destaca como ejemplo de lo que la tecnología puede aportar al medio rural. Autoconsumo energético, alertas de incendios, trazabilidad de productos agroalimentarios...el objetivo es crear un modelo de pueblo adaptado a las necesidades del siglo XXI: un pueblo sostenible, conectado que ofrezca calidad de vida a sus habitantes, sin perder la esencia del entorno rural.

## Foco en las personas
En un mundo en el que la tecnología avanza irremediablemente, donde la inteligencia artificial está presente no sólo en el ámbito industrial o empresarial, sino en todos los aspectos de la vida cotidiana, la humanización de la tecnología cobra especial relevancia, convirtiéndose en un requisito clave para afrontar los retos que se avecinan. La capacidad de afrontar estos retos está inevitablemente asociada al pensamiento y el razonamiento, para lo que, sin duda, a la formación científico-tecnológica hay que añadir la formación humanística tecnológica.
En el CTIC, el reto es crear y promover tecnologías que faciliten la vida de las personas y mejoren los procesos de negocio de las empresas para hacerlas más competitivas, lo que requiere una adaptación permanente a los avances tecnológicos, atención constante a las tendencias del mercado así como una inversión continua en infraestructuras y equipos. Todo ello bajo el paraguas de un compromiso permanente con el territorio para el que es imprescindible contar con las personas.

## Dos décadas de compromiso
Desde hace dos décadas, el Centro Tecnológico es un facilitador de la transformación digital en las empresas, tanto dentro como fuera de Asturias. Gracias a su especialización en tecnologías de datos e inteligencia artificial, así como su dilatada experiencia acompañando a los equipos directivos equipos directivos en su implantación práctica, el CTIC es un socio cualificado para mejorar los procesos de negocio. Su contribución consiste en aportar soluciones que van desde la generación y adquisición de datos, la comunicación de los mismos, la aplicación de arquitecturas avanzadas para su procesamiento de datos y su explotación final, extrayendo valor de los datos mediante avanzadas técnicas avanzadas de análisis y visualización, así como algoritmos de inteligencia artificial.
CTIC trabaja en este campo con dos objetivos: por un lado, ayudar a las empresas y entidades en sus procesos de transformación digital para que se conviertan en organizaciones data-driven, lo que se conoce como data-driven companies. Y por otro lado, aplicando sus conocimientos y experiencia en interoperabilidad, arquitecturas avanzadas y estándares de identificación digital, credenciales verificables y datos enlazados, así como el desarrollo de espacios de datos, la piedra angular del despliegue de la Estrategia Europea de Datos.

## W3C/CTIC
CTIC es la sede de W3C en España desde su creación, en 2003. La misión principal de W3C España es promover la adopción de las recomendaciones del W3C entre empresas y profesionales del desarrollo de aplicaciones web, propiciando, a su vez, la inclusión de organizaciones que apuesten por la construcción de futuros estándares uniéndose al W3C.
Las principales funciones del W3C en España son las siguientes:
- Promoción de la difusión, adopción y utilización de los estándares que desarrolla el W3C.
- Integración de las organizaciones miembro con el W3C.
- Organización de eventos para la promoción de estándares W3C: tutoriales, talleres, congresos, cursos, presentaciones, etc.
- Organización de reuniones técnicas con las empresas españolas miembros del W3C y compartir las inquietudes y problemas que se planteen con respecto a los estándares del W3C.
- Traducción, localización y difusión local de los estándares del W3C, a través de noticias, notas de prensa, listas de correo, etc.
- Creación de foros de discusión local.
- Función de medio de comunicación del W3C con el público en general y las organizaciones miembro.
- Asesoramiento y ayuda para resolver problemas técnicos en relación con la aplicación de tecnologías W3C.